# Норкинська сільська рада
Но́ркинська сільська рада (рос. Норкинский сельский совет) — муніципальне утворення у складі Балтачевського району Башкортостану, Росія. Адміністративний центр — присілок Норкино.

## Населення
Населення — 555 осіб (2019, 726 в 2010, 858 в 2002).

## Склад
До складу поселення входять такі населені пункти:
| Населений пункт    | Населення, осіб (2002) | Населення, осіб (2010) |
| ------------------ | ---------------------- | ---------------------- |
| Ім'яново, присілок | 214                    | 169                    |
| Норкино, присілок  | 455                    | 406                    |
| Усманово, присілок | 189                    | 151                    |